# 迪夫內 (海尼切斯克區)
47°3′31″N 34°18′33″E / 47.05861°N 34.30917°E
迪夫內（烏克蘭語：Дивне）是位於烏克蘭南部的村莊，由赫爾松州海尼切斯克區的新特羅伊茨凱市鎮負責管轄。該村始建於1910年，面積16.6平方公里，海拔高度28米，2001年人口563，人口密度每平方公里33.9人。